# Weingut Klumpp
Das Weingut Klumpp ist ein deutsches Weingut nordnordöstlich vom Zentrum Bruchsals in der Nähe von Karlsruhe. Es gehört zum Weinbaugebiet Baden, Anbaubereich Kraichgau.

## Geschichte
Winzermeister Ulrich und Marietta Klumpp gründeten 1983 das Weingut Klumpp als Seiteneinsteiger in einem Bruchsaler Hinterhof. 1990 wurde ein neues Weingutsgebäude am Stadtrand von Bruchsal errichtet, 1996 wurde die komplette Rebfläche auf ökologischen Weinbau umgestellt. Während Ulrich Klumpp sich noch in Abendkursen zum Winzer ausbilden ließ, studierten die beiden Söhne Markus und Andreas an der Hochschule Geisenheim Weinbau & Oenologie. Ausbildungen in deutschen Topbetrieben sowie Auslandspraktika in Österreich, Kalifornien, Südafrika und Frankreich ermöglichten es den Brüdern, über den Tellerrand hinauszuschauen. Seit 2004 ist Markus Klumpp für den Ausbau der Weine zuständig. 2010 übernahm Andreas die Leitung des Außenbetriebs und machte somit das Familienquartett komplett. 2015 wurde der Neu- und Umbau des Weinguts mit einem Verkostungsraum und einem Holzfasskeller beendet.
Die Fachzeitschrift Falstaff zeichnete 2021 Markus und Andreas Klumpp mit der Grauburgunder Trophy für den besten Grauburgunder des Jahrgangs aus. Im Weinmagazin FINE rangiert der Bruchsaler Rothenberg des Weinguts Klumpp unter den 10 besten Spätburgundern des Jahrgangs 2019. Die Zeitschrift Der Feinschmecker bezeichnet die Jungwinzer Markus und Andreas Klumpp als Die Erfolgsbrüder die das Bio-Winzergut Klumpp weiter voranbringen werden. Markus Klumpp ist familiär auch mit dem Weingut Weingut Meyer-Näkel im Ahrtal verbunden.

## Lagen
Die Weinberge liegen in den Lagen Rothenberg und Weiherberg (Bruchsal), Kirchberg (Unteröwisheim), sowie Himmelreich (Zeutern).

## Rebsorten
Die 32 Hektar Rebfläche verteilen sich auf folgenden Rebsorten:
- Weiße Rebsorten (70 %): Grauburgunder, Weißer Burgunder, Riesling, Chardonnay, Sauvignon Blanc und Auxerrois
- Rote Rebsorten (30 %): Spätburgunder, Blaufränkisch, St. Laurent und Syrah

## Weine
Die Kollektion untergliedert sich in Orts-, Guts- und Lagenweine. Neben den aufgeführten Weinen bietet das Weingut Klumpp auch Destillate (Brände und Gin) an.

## Auszeichnungen
- Drei rote Trauben im Weinführer Gault-Millau
- Vier Sterne im Weinführer Eichelmann[8]
- Drei Sterne im Weinführer Falstaff[9]
- Drei Sterne im Weinführer Vinum[10]
- Aufsteiger des Jahres 2014 – Eichelmann Deutschlands Weine[11]
- „Die Erfolgsgeschichte des Weinguts Klumpp beweist, dass es nicht unbedingt einer jahrhundertealten Familientradition bedarf, damit ein Weingut zu den Spitzenerzeugern im Land wird. Enthusiasmus, Zielstrebigkeit, Liebe zum Produkt und ein starker Familienverbund sind sicher ebenso wichtig.“ (Otto Geisel)[12]